# Zakochany Goethe
Zakochany Goethe (niem. Goethe!) – niemiecki dramat biograficzny z 2010 roku w reżyserii Philippa Stölzla, opowiadający o młodym Johannie Wolfgangu von Goethe.

## Fabuła
Film przedstawia historię wczesnej miłości Johanna Wolfganga von Goethego, która zainspirowała go do napisania powieści Cierpienia młodego Wertera. 

## Obsada
- Alexander Fehling jako Johann Wolfgang Goethe
- Miriam Stein jako Lotte Buff
- Moritz Bleibtreu jako Albert Kestner
- Volker Bruch jako Wilhelm Jerusalem
- Burghart Klaußner jako Vater Buff
- Henry Hübchen jako Johann Kaspar Goethe
- Hans-Michael Rehberg jako sędzia Kammermeier

## Produkcja
Zdjęcia kręcono w dniach 25 sierpnia-24 padziernika 2009 roku na terenie Niemiec i Czech w następujących lokacjach: Görlitz, Merseburg, Roßbach, Creuzburg, Quedlinburg, Osterwieck, Drezno, Bad Muskau i Krompach.